# Zanobatus maculatus
Zanobatus maculatus is een vissensoort uit de familie Zanobatidae. De wetenschappelijke naam van de soort werd voor het eerst geldig gepubliceerd in 2016 door Bernard Séret.